# 669
El 669 (DCLXIX) fou un any comú començat en dilluns del calendari julià.

## Esdeveniments
- Primera menció del tema com a divisió administrativa de l'Imperi Romà d'Orient.
- Joan V esdevé Patriarca de Constantinoble.

## Naixements
- Gregori II (papa).
- Justinià II (emperador romà d'Orient).

## Necrològiques
- Hassan ibn Ali (net de Mahoma).